# 太田龍生
太田 龍生（おおた たつお、1964年4月29日 - ）は、大分県出身の元プロ野球選手（投手）。

## 来歴・人物
大分高田高から1982年のドラフト4位で広島東洋カープに入団。
広島次期主力投手と評されるも一軍登板は無く、広島OBの張明夫（福士敬章）の推薦もあって1988年5月に韓国プロ野球（KBO）の三星ライオンズに移籍。三星での登録名は鄭 龍生（チョン・ヨンセン、정용생）。しかし、同年は未勝利に終わり退団。
1990年に福岡ダイエーホークスにて日本球界復帰。しかし、一軍登板はなく同年オフに戦力外通告を受ける。結局、日本プロ野球では一軍登板することなく現役引退。
1991年から2012年まで広島の打撃投手を務めた。
その後は、スポーツオーソリティ広島店に勤務。

## 詳細情報

### 年度別投手成績
| 年 度     | 球 団     | 登 板 | 先 発 | 完 投 | 完 封 | 無 四 球 | 勝 利 | 敗 戦 | セ 丨 ブ | ホ 丨 ル ド | 勝 率 | 打 者 | 投 球 回 | 被 安 打 | 被 本 塁 打 | 与 四 球 | 敬 遠 | 与 死 球 | 奪 三 振 | 暴 投 | ボ 丨 ク | 失 点 | 自 責 点 | 防 御 率 | W H I P |
| --------- | --------- | ----- | ----- | ----- | ----- | -------- | ----- | ----- | -------- | ----------- | ----- | ----- | -------- | -------- | ----------- | -------- | ----- | -------- | -------- | ----- | -------- | ----- | -------- | -------- | ------- |
| 1988      | 三星      | 10    | 3     | 0     | 0     | --       | 0     | 3     | 0        | --          | .000  | 129   | 28.0     | 38       | 3           | 17       | 2     | 1        | 7        |       |          | 25    | 24       | 7.71     | 1.96    |
| 通算：1年 | 通算：1年 | 10    | 3     | 0     | 0     | --       | 0     | 3     | 0        | --          | .000  | 129   | 28.0     | 38       | 3           | 17       | 2     | 1        | 7        |       |          | 25    | 24       | 7.71     | 1.96    |

### 背番号
- 51 （1983年 - 1988年）
- 12 （1988年）
- 68 （1990年）
- 98 （1991年 - 2002年）
- 108 （2003年 - 2012年）

### 登録名
- 太田 龍生（おおた たつお、1983年 - 1988年、1990年）
- 鄭 龍生（チョン・ヨンセン、정용생、1988年）